# Sori (Bénin)
Pour les articles homonymes, voir Sori.
Sori est une ville et un arrondissement dans l'Alibori dans le nord-est du Bénin. C'est une division administrative sous la juridiction de la commune de Gogounou.

## Population
Lors du recensement de 2013 (RGPH-4), la population de l'arrondissement s'élevait à 31 334 personnes, dont 9 856 pour Sori proprement dit et 1 172 pour Sori Peulh.